# So Am I
«So Am I» (en español, «Yo soy igual») es una canción de la cantante estadounidense Ava Max. Fue lanzada el 7 de marzo de 2019 a través de Atlantic Records como el segundo sencillo de su álbum de estudio debut Heaven & Hell (2020). La canción fue escrita por Max, Charlie Puth, Maria Jane Smith, Victor Thell, Gigi Grombacher, Roland Spreckley y el productor Cirkut. Es una canción de electropop que discute la importancia del amor propio, ser un paria y no encajar en la sociedad. Una versión remezclada de la canción con la banda de chicos surcoreana NCT 127 fue lanzada el 3 de julio de 2019, en la que se interpretan nuevos versos de rap en inglés y coreano.
La canción alcanzó el puesto número 13 en el Reino Unido y el número 14 en Australia. También alcanzó el puesto número cinco en la lista musical estadounidense Billboard Dance Club Songs. Fue certificado triple platino en Polonia y platino en Australia, Brasil, Canadá, Dinamarca y Suiza. El video musical dirigido por Isaac Rentz se lanzó el 7 de marzo de 2019 y muestra a Max cantando y bailando en una escuela con estudiantes, que se utilizó para representar el tema del acoso escolar.

## Antecedentes y composición
Ava Max subió un adelanto del lanzamiento de «So Am I» en Twitter durante varias semanas, animando a los fanáticos a compartir fotos de ellos mismos para «mostrarle al mundo lo que te hace diferente» usando el hashtag #SoAmI. La canción fue lanzada para descarga digital y streaming el 7 de marzo de 2019 y en estaciones de radio contemporáneo en los Estados Unidos el 25 de junio de 2019. Fue coescrito por Max, Charlie Puth, Maria Jane Smith, Victor Thell, Gigi Grombacher, Roland Spreckley y Cirkut, quien también se encargó de la producción.
Max anunció una remezcla con la banda de chicos surcoreana NCT 127 el 2 de julio de 2019 con la portada oficial, que se parecía a un anuario de la escuela secundaria. Fue lanzada el 3 de julio de 2019. Mark y Taeyong interpretan nuevos versos de rap en inglés y coreano a la mitad de la canción antes de que Jaehyun acompañe a Max durante el coro. Tanto el primero como Doyoung también interpretan coros a lo largo de la remezcla.

## Composición
«So Am I» es una canción de electropop, descrita como un «himno inspirador y de autoaceptación». Según la partitura de la canción que se publicó en Musicnotes.com, la canción tiene tempo de 130 pulsaciones por minuto. La canción se grabó en pedazos durante varios días. Según Max, la letra trata sobre «amarte a ti mismo, ser diferente, ser un paria y no encajar en el formato que la sociedad quiere ponernos».

## Recepción crítica
Michael Silva, de Billboard, describió la canción como un «himno animado» con una letra sobre «cómo navegar en la adolescencia». Markos Papadatos de Digital Journal describió su voz como «nítida, relajante y expresiva» y elogió la producción de la canción que tiene «hooks contagiosos y un ritmo pegadizo que inspirará a los oyentes a levantarse y bailar». Concluyó comparando el «mensaje de esperanza y optimismo» de la canción con su canción de 2018 «Sweet but Psycho». Helena Wadia de Evening Standard criticó la canción por «carecer de matices», a pesar de ser «un himno entusiasta después de algunas escuchadas».
Escribiendo sobre la remezcla de la canción, Madeline Roth de MTV News elogió la aparición de NCT 127, afirmando que «brindan más vibraciones empoderantes y de bienestar con un verso fresco sobre apreciar a alguien que es dueño de su originalidad».

## Vídeo musical

### Antecedentes
El video musical dirigido por Isaac Rentz se lanzó simultáneamente con la canción y se subió a YouTube el 7 de marzo de 2019. Max describió la ambientación del video: «De hecho, lo filmé en una escuela debido al bullying que se produce. Empieza en la escuela. Ahí es donde mucha gente se lastima. Quería que la historia se centrara en todos los marginados y toda esa diversidad para mostrar que todos somos uno en unidad. Está bien ser diferente. En general, creo que la sociedad quiere ponernos en un formato y no creo que debamos encajar en él.» También reconoció que sufrió de bullying durante el séptimo grado, por lo que tomó represalias contra el agresor y fue expulsada. A partir de septiembre de 2021, el video tiene más de 210 millones de visitas en YouTube. También se lanzó un segundo video musical hecho por fanáticos el 12 de junio de 2019, que consistía en 15 fanáticos alemanes que fueron seleccionados personalmente por Max del desafío #SoAmIFanVideo. El video fue filmado dentro de YouTube Space Berlin.

### Trama
El video comienza con Max caminando por un pasillo de la escuela, vistiendo una camisa a rayas negras y rojas, junto con un vestido negro. Cuando abre un casillero, empieza a cantar mientras comienza a caminar por el pasillo, mientras los estudiantes ingresan a sus aulas designadas. Ella realiza un baile junto a dos niñas con uniforme escolar católico, antes de realizar una rutina de baile coreografiada en el patio de recreo con otros 6 estudiantes de la escuela mientras usa una camisa blanca. Varias tomas de estudiantes se intercalan a lo largo de la rutina.
Luego se muestra a Max sentada en la parte superior del escritorio del maestro, mientras la palabra «Detención» está escrita en la pizarra. Los estudiantes se miran el uno al otro mientras ella baila a su alrededor. En el siguiente segmento, Max realiza un baile con una chaqueta negra encima de una camiseta roja dentro de un estadio de fútbol con varios estudiantes. Luego se la ve con auriculares rojos Beats by Dre mientras está de pie junto a una pared. El segmento final muestra a Max caminando hacia el campo con los estudiantes, mientras socializan entre ellos mientras se sientan. Ella realiza un cinturón en el campo, mientras los estudiantes se paran en una línea horizontal, levantando la mano derecha debajo de la boca con las palabras «Yo también» escritas en tinta negra. El video termina con Max colocando su mano derecha sobre su frente al final de la línea mientras cae hacia atrás.

### Recepción crítica
Issei Honke de Billboard Japan lo comparó con el video musical de la canción de Britney Spears de 1998 «...Baby One More Time», que afirmó que ambas artistas mostraron su personalidad mientras bailaban en el escenario de la escuela en uniforme.

## Presentaciones en vivo
Max interpretó «So Am I» en un popurrí con «Sweet but Psycho» en el programa matutino australiano Sunrise el 29 de abril de 2019, que fue su presentación debut televisado en Australia. También interpretó la canción en un popurrí con «Sweet but Psycho» y «Salt» (2019) en Wango Tango el 1 de junio de 2019. Su indumentaria consistía en un atuendo de Zemeta morado y verde de manga larga, acompañado de pantalones de cuero negro, botas plateadas con tacón de aguja Steve Madden y una gabardina Avec Les Filles iridiscente. Max apareció en el final de la sexta temporada de The Voice van Vlaanderen para interpretar «So Am I» en un popurrí con «Sweet but Psycho» el 17 de mayo de 2019. Durante el Summertime Ball de 2019 presentado por Capital FM el 8 de junio, interpretó «So Am I» en un popurrí con «Sweet but Psycho». El 5 de agosto de 2019, Max interpretó la canción en Jimmy Kimmel Live! mientras usa un par de PVC azul a juego que consiste en una gabardina y pantalones de cintura alta. También lucía una ombliguera plateada y zapatos de plataforma, estos últimos con cordones negros en la parte delantera y tres correas de hebilla cerca de las pantorrillas. Max interpretó «So Am I» en el Jingle Bell Ball de 2019 el 7 de diciembre, que se incluyó en un popurrí con «Sweet but Psycho» y «Torn» (2019).

## Créditos y personal
Créditos adaptados de Tidal.
- Amanda Ava Koci – voz, composición
- Henry Walter – composición, producción, programación, instrumentos
- Maria Jane Smith – composición
- Victor Thell – composición
- Martin Sue (Charlie Puth) – composición
- Gigi Grombacher – composición
- Roland Spreckley – composición
- Itai Schwartz – ingeniería

## Posicionamiento en listas
| Listas (2019)                                      | Mejor posición |
| -------------------------------------------------- | -------------- |
| Alemania (Official German Charts)                  | 21             |
| Australia (ARIA)                                   | 14             |
| Austria (Ö3 Austria Top 40)                        | 26             |
| Bélgica (Ultratop 50 Flandes)                      | 13             |
| Bélgica (Ultratop 50 Valonia)                      | 40             |
| Bolivia (Monitor Latino)                           | 5              |
| China (Billboard China Airplay/FL)                 | 9              |
| Dinamarca (Tracklisten)                            | 16             |
| Escocia (OCC)                                      | 5              |
| Eslovaquia (Rádio Top 100)                         | 2              |
| Eslovaquia (Singles Digitál Top 100)               | 38             |
| Eslovenia (SloTop50)                               | 6              |
| Estados Unidos (Billboard Dance Club Songs)        | 5              |
| Estonia (Eesti Tipp-40)                            | 18             |
| Europa (Billboard Euro Digital Song Sales)         | 8              |
| Finlandia (Suomen virallinen lista)                | 8              |
| Francia (SNEP)                                     | 58             |
| Grecia (IFPI Greece International Digital Singles) | 41             |
| Hungría (Dance Top 40)                             | 14             |
| Hungría (Rádiós Top 40)                            | 16             |
| Hungría (Single Top 40)                            | 9              |
| Hungría (Stream Top 40)                            | 18             |
| Irlanda (IRMA)                                     | 13             |
| Islandia (Tonlist)                                 | 11             |
| Líbano (OLT20 English Chart)                       | 18             |
| Lituania (AGATA)                                   | 23             |
| Luxemburgo (Billboard Luxembourg Digital Songs)    | 6              |
| Malasia (RIM)                                      | 14             |
| México (Billboard Mexico Airplay)                  | 13             |
| Países Bajos (Dutch Top 40)                        | 10             |
| Países Bajos (Single Top 100)                      | 23             |
| Noruega (VG-lista)                                 | 2              |
| Nueva Zelanda (RMNZ)                               | 23             |
| Polonia (Polish Airplay Top 100)                   | 1              |
| Portugal (AFP)                                     | 74             |
| Reino Unido (OCC)                                  | 13             |
| República Checa (Rádio – Top 100)                  | 2              |
| República Checa (Singles Digitál Top 100)          | 38             |
| Rumania (Airplay 100)                              | 69             |
| Rusia (Tophit)                                     | 22             |
| Singapur (RIAS)                                    | 20             |
| Suecia (Sverigetopplistan)                         | 16             |
| Suiza (Schweizer Hitparade)                        | 18             |
| Ucrania (Tophit)                                   | 1              |
| Venezuela (Record Report)                          | 53             |

| Listas (2019)                     | Posición |
| --------------------------------- | -------- |
| Alemania (Official German Charts) | 96       |
| Australia (ARIA)                  | 95       |
| Bélgica (Ultratop Flandes)        | 35       |
| CEI (Tophit)                      | 110      |
| Dinamarca (Tracklisten)           | 67       |
| Eslovenia (SloTop50)              | 14       |
| Francia (SNEP)                    | 179      |
| Hungría (Dance Top 40)            | 85       |
| Hungría (Rádiós Top 40)           | 96       |
| Hungría (Single Top 40)           | 65       |
| Países Bajos (Dutch Top 40)       | 39       |
| Países Bajos (Single Top 100)     | 79       |
| Polonia (ZPAV)                    | 13       |
| Portugal (AFP)                    | 214      |
| Reino Unido (OCC)                 | 82       |
| Rusia (Tophit)                    | 160      |
| Suecia (Sverigetopplistan)        | 78       |
| Suiza (Schweizer Hitparade)       | 54       |
| Ucrania (Tophit)                  | 70       |

| Listas (2020)          | Posición |
| ---------------------- | -------- |
| Hungría (Dance Top 40) | 33       |

| Listas (2021)          | Posición |
| ---------------------- | -------- |
| Hungría (Dance Top 40) | 92       |

## Certificaciones
| País           | Organismo certificador | Certificación | Ventas certificadas | Ref.    |
| -------------- | ---------------------- | ------------- | ------------------- | ------- |
| Alemania       | BVMI                   | Oro           | 200 000             | [ 98 ]  |
| Australia      | ARIA                   | 2× Platino    | 140 000             | [ 99 ]  |
| Austria        | IFPI Austria           | Platino       | 30 000              | [ 100 ] |
| Bélgica        | BEA                    | Oro           | 20 000              | [ 101 ] |
| Brasil         | Pro-Música Brasil      | 2× Platino    | 80 000              | [ 102 ] |
| Canadá         | Music Canada           | Platino       | 80 000              | [ 103 ] |
| Dinamarca      | IFPI Dinamarca         | Platino       | 90 000              | [ 104 ] |
| Estados Unidos | RIAA                   | Platino       | 1 000 000           | [ 105 ] |
| Francia        | SNEP                   | Oro           | 100 000             | [ 106 ] |
| Italia         | FIMI                   | Oro           | 35 000              | [ 107 ] |
| Noruega        | IFPI Noruega           | 3× Platino    | 180 000             | [ 108 ] |
| Polonia        | ZPAV                   | 3× Platino    | 60 000              | [ 109 ] |
| Portugal       | AFP                    | Oro           | 5 000               | [ 110 ] |
| Reino Unido    | BPI                    | Platino       | 600 000             | [ 111 ] |
| Suiza          | IFPI Suiza             | Platino       | 20 000              | [ 112 ] |

## Historial de lanzamiento
| Región         | Fecha               | Formato(s)                  | Versión                   | Discográfica       | Ref     |
| -------------- | ------------------- | --------------------------- | ------------------------- | ------------------ | ------- |
| Varios         | 7 de marzo de 2019  | Descarga digital, streaming | Original                  | Atlantic Records   | [ 113 ] |
| Varios         | 18 de abril de 2019 | Descarga digital, streaming | Remezcla de Majestic      | Atlantic Records   | [ 114 ] |
| Varios         | 25 de abril de 2019 | Descarga digital, streaming | Remezcla de Deepend       | Atlantic Records   | [ 115 ] |
| Varios         | 9 de mayo de 2019   | Descarga digital, streaming | Remezcla de Jengi         | Atlantic Records   | [ 116 ] |
| Varios         | 23 de mayo de 2019  | Descarga digital, streaming | Remezcla de Toby Green    | Atlantic Records   | [ 117 ] |
| Italia         | 24 de mayo de 2019  | Airplay                     | Original                  | Warner Music Group | [ 118 ] |
| Varios         | 6 de junio de 2019  | Descarga digital, streaming | Remezcla de Steve Void    | Atlantic Records   | [ 119 ] |
| Canadá         | 13 de mayo de 2019  | Contemporary hit radio      | Original                  | Atlantic Records   | [ 120 ] |
| Estados Unidos | 25 de junio de 2019 | Contemporary hit radio      | Original                  | Atlantic Records   | [ 5 ]   |
| Varios         | 27 de junio de 2019 | Descarga digital, streaming | Remezcla de Martin Jensen | Atlantic Records   | [ 121 ] |
| Varios         | 3 de julio de 2019  | Descarga digital, streaming | Remezcla con NCT 127      | Atlantic Records   | [ 122 ] |
| Varios         | 25 de julio de 2019 | Descarga digital, streaming | Remezcla de Zane Lowe     | Atlantic Records   | [ 123 ] |